# Transformemos
Transformemos fue un partido político estatal con sede en el estado de Baja California, su posición política es de derecha y centroderecha, cuyos estatutos indican que su ideología está relacionada con los valores, la familia y las causas sociales. Su nacimiento como partido político fue aprobado por el Instituto Estatal Electoral de Baja California el 21 de junio de 2018. Su desaparición como partido local fue anunciado el 4 de noviembre de 2019.

## Historia

### Como PESBC
Originalmente fundado bajo el nombre de Partido Encuentro Social por Hugo Eric Flores Cervantes como asociación civil en 2003, obteniendo el registro ante el Consejo Estatal Electoral de Baja California, como partido político estatal.
En la elección electoral de 2007 se coligó con el Partido Acción Nacional y el Partido Nueva Alianza, en la «Alianza por Baja California», logrando una diputación estatal y presencia en los cabildos del mismo. Años más tarde, en el proceso electoral del 2010, el PES BC fue en alianza nuevamente con el Partido Acción Nacional y el Partido Nueva Alianza logrando ganar, y obteniendo un regidor en cada municipio excepto en Tecate. Se puso como regidor por Tijuana a Rodolfo Olimpo Hernández Bojórquez, por Mexicali a la regidora Claudia Herrera, en Ensenada al regidor Alejandro González, y por Rosarito a Sergio Sotelo Félix.
Posteriormente, en las elecciones estatales de Baja California de 2013, formó parte de la coalición "Compromiso por Baja California" con el PRI, PVEM y PT. Pese a la derrota, lograron una segunda diputación y 5 regidurías en Baja California.
Fue en las elecciones estatales de Baja California de 2016 cuando decidieron participar sin formar parte de alguna alianza. Tras los resultados, en algunos distritos alcanzaron hasta el segundo lugar, siendo por ejemplo, la segunda fuerza política en Tijuana y el principal partido de oposición al actual ayuntamiento. En 2017, el Partido Encuentro Social nacional decide registrarse ante el Instituto Estatal Electoral de Baja California (IEEBC) para contender en las elecciones estatales de Baja California de 2019, lo que genera división en el partido de división local, desmarcándose así de este y buscando una nueva identidad propia.

### Como Transformemos
En junio de 2018, el IEEBC da resolución al cambio de nombre, identidad y lema al nuevo partido "Transformemos".

## Resultados Electorales

#### Gobernador
| Año  | Resultado | Candidato            | Votación | %     | Comentario                                |
| ---- | --------- | -------------------- | -------- | ----- | ----------------------------------------- |
| 2019 | 1º        | Jaime Bonilla Valdez | 382,308  | 50.38 | En coalición con Morena, el PVEM, y el PT |

#### Congreso de Baja California
| Año  | Elección | Elección | # de escaños | Posición     | Gubernatura | Gubernatura          |
| Año  | votos    | %        | # de escaños | Posición     | Gubernatura | Gubernatura          |
| ---- | -------- | -------- | ------------ | ------------ | ----------- | -------------------- |
| 2019 | 18,157   | 2.42%    | 1/25         | En coalición |             | Jaime Bonilla Valdez |

#### Ayuntamientos
| Año  | Ayuntamientos | Comentarios                         |
| Año  | Resultados    | Comentarios                         |
| ---- | ------------- | ----------------------------------- |
| 2019 | 5/5           | En coalición con Morena, PT y PVEM. |